# Dryophilocoris flavoquadrimaculatus

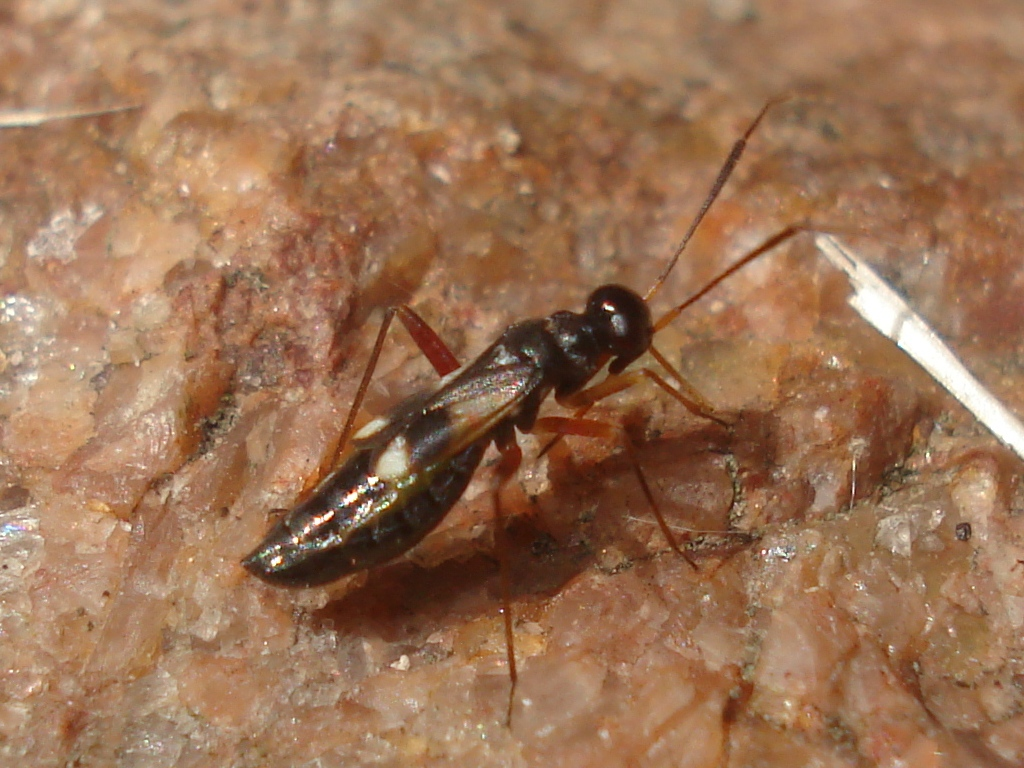
Nymphe

Dryophilocoris flavoquadrimaculatus ist eine Wanzenart aus der Familie der Weichwanzen (Miridae).

## Merkmale
Die Wanzen werden 6,0 bis 6,6 Millimeter lang. Sie haben eine schwarze Grundfarbe und sind gelb gemustert und sind leicht bestimmbar. Man kann sie dennoch mit den viel selteneren Arten der Gattung Globiceps verwechseln, welche jedoch eine weniger ausgeprägte gelbe Musterung auf der Vorderseite des Coriums der Hemielytren aufweisen. Auch sind das Pronotum und die Hemielytren von Dryophilocoris flavoquadrimaculatus mit langen, feinen, aufrechten Härchen versehen und der hintere Teil des Pronotums ist stark nach oben gekrümmt. Die adulten Wanzen sind immer voll geflügelt (makropter).

## Vorkommen und Lebensraum
Die Art ist in Europa einschließlich des Mittelmeerraums und Nordafrika verbreitet. Östlich erstreckt sich das Verbreitungsgebiet bis in den europäischen Teil Russlands und in die Ukraine. In Deutschland und Österreich ist sie weit verbreitet und häufig.
Besiedelt werden vor allem sonnige Bereiche, wie etwa Waldränder oder isoliert stehende Bäume.

## Lebensweise
Die Wanzen leben an Eichen (Quercus) und ernähren sich zoophytophag. Sie saugen zum einen an den Reproduktionsorganen und Knospen der Wirtspflanzen, ältere Nymphen und Imagines saugen aber auch an Blatt- und Rindenläusen sowie an kleinen Schmetterlingsraupen, Insekteneiern oder den Nymphen anderer Weichwanzen, etwa aus der Gattung Psallus. Die ziemlich flugaktiven Imagines können auch häufig auf anderen Gehölzen und in der Krautschicht gefunden werden. Sie treten bereits ab Anfang Mai auf und sterben bereits im Lauf des Juni. Nur vereinzelt kann man Weibchen noch im Juli oder August finden.

## Taxonomie und Systematik
Die Art wurde von Carl De Geer als Cimex flavoquadrimaculatus erstbeschrieben. Sie ist (unter dem Synonym Cyllecoris flavonotatus Boheman, 1852) Typusart der Gattung Dryophilocoris Reuter. Die Gattung umfasst 13 Arten, mit Verbreitungsschwerpunkt in Ostasien. In Mitteleuropa kommen nur zwei Arten vor, wobei Dryophilocoris luteus in Deutschland fehlt.

## Belege